# Aeroportul Tangara da Serra
Aeroportul Tangara da Serra (IATA: TGQ, ICAO: SWTS) este un aeroport din Mato Grosso, Brazilia ce deservește zona Tangará da Serra. Aeroportul a fost tranzitat în 2022 de 343 de pasageri.
Situat la o altitudine de 449 m, aeroportul dispune de 1 pistă.

## Infrastructură

### Piste
Aeroportul dispune de o singură pistă. Pista 18/36 are suprafața de asfalt și dimensiunile 1.500 m × 30 m. 